# Burgstall Gasteig
Der Burgstall Gasteig bezeichnet eine abgegangene mittelalterliche Höhenburg in 560 m ü. NHN Höhe am Hang des Schlossbergs (585 m ü. NHN), etwa 575 Meter nördlich von Gasteig, einem Ortsteil der Stadt Grafing bei München im Landkreis Ebersberg in Bayern.
Die Anlage liegt in einem Waldgebiet, etwa 200 m nordöstlich des Bauernhofes Gasteig. Von der ehemaligen Burganlage ist nichts erhalten, heute ist die Stelle als Bodendenkmal D-1-7937-0035 „Burgstall des hohen Mittelalters ("Gasteig")“ vom Bayerischen Landesamt für Denkmalpflege erfasst.